# 12579 Ceva
12579 Ceva è un asteroide della fascia principale. Scoperto nel 1999, presenta un'orbita caratterizzata da un semiasse maggiore pari a 3,0829959 UA e da un'eccentricità di 0,1790235, inclinata di 1,58601° rispetto all'eclittica.
L'asteroide è dedicato ai fratelli Ceva, Giovanni e Tommaso, noti matematici.